# Aeródromo Las Moras
El Aeródromo Las Moras (OACI: SCMS) es un terminal aéreo ubicado junto al caserío de Longaví, Provincia de Linares, Región del Maule, Chile. Es de propiedad privada.